# Українське Правниче Товариство в Празі
Українське Правниче Товариство в Празі — товариство засноване у 1922 році діячами Українського Правничого Товариства в Києві
з метою продовжувати його діяльність.
Засновники товариства, переважно професори-правники Українського вільного університету визначили його мету «. ..дбати про соціяльні, матеріяльні й моральні інтереси українських правників в Чехії та причинитися до завязання між українськими й чеськими та словацькими правниками доброзичливих стосунків».
Головою товариства був обраний Ростислав Лащенко. Після його смерті у 1929 році очільниками товариства були А. Яковлів, К. Лоський, С. Дністрянський.
Перші п'ять років роки діяльності товариства були присвячені переважно у влаштуванні наукових засідань з доповідями та дискусіями його членів. Було підготовлено майже сотня наукових доповідей у сфері політико-правової науки. Тематика їх була присвячена питанням історії українського права, міжнародного права, самовизначення недержавних народів, аналізу українсько-російських взаємин та ін.
Товариство проводило також і видавничу діяльність, зокрема завдяки субвенціям Міністерства шкільництва та народної освіти в Празі. Було видано «Лекції по історії українського права. Частина 2: Литовсько-польська доба» Р. Лащенка (1924), текст короткої редакції «Руської Правди» з бібліографічним покажчиком (1927) та звідомлення про свою діяльність за п'ять років «Українське правниче товариство в Ч. С.Р.: (17 березня 1923 — 17 березня 1928)» (1928). У 1936 році спільно з Товариством українських інженерів в ЧСР літографським способом видано «Нові засади аграрного законодавства» В. Доманицького (1936). Через брак матеріальних засобів видавнича діяльність призупинилася.
Чисельність товариства постійно зростала. Якщо наприкінці 1923 року до його складу входило понад два десятки вчених-правників, то в 1927 році їх кількість зросла до 32 членів.
У жовтні 1933 відбувся український правничий з'їзд у Празі. На той час товариство мало понад 60 членів, зокрема із Закарпаття.